# Giubileo del 1975
Il Giubileo del 1975, anche detto Anno Santo del Rinnovamento e della Riconciliazione, è il ventitreesimo giubileo universale ordinario della storia della Chiesa cattolica. È stato indetto da Papa Paolo VI con la lettera apostolica Apostolorum Limina del 23 maggio 1974

## Avvenimenti importanti
In questo giubileo furono proclamati 13 beati tra cui Giuseppe Moscati, e sei santi. Una di questi fu Elisabetta Anna Bayley Seton. 
Il 13 aprile il Santo Padre unì in matrimonio 13 coppie di sposi di cui quattro siciliane (tutte di Ciminna), una sarda (Giuseppe Ricci di Oristano e Antonella Pavanetto di Cagliari), una di Bergamo, una di Brescia, una irlandese e due di Malta; la cerimonia si svolse nella Cappella Sistina e nella Basilica di San Pietro.
Dopo dieci anni della cancellazione delle scomuniche reciproche tra la Chiesa cattolica e quella ortodossa, Paolo VI baciò i piedi del metropolita ortodosso Melitone, capo della delegazione del patriarcato di Costantinopoli, presente alla messa del papa. Fu un sigillo potente, in segno di umiltà, dell'anno santo che si stava chiudendo.